# 10月13日
10月13日（じゅうがつじゅうさんにち）は、グレゴリオ暦で年始から286日目（閏年では287日目）にあたり、年末まであと79日ある。

## できごと

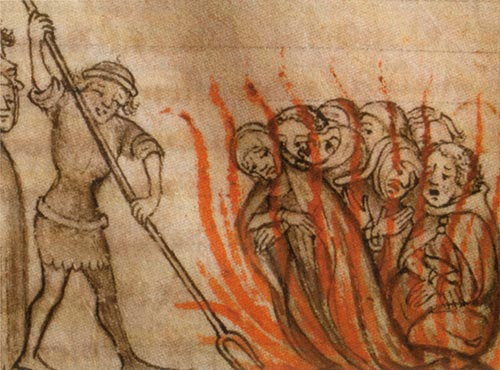
フランスでテンプル騎士団の一斉逮捕(1307)。“13日の金曜日”起源の1つとされる

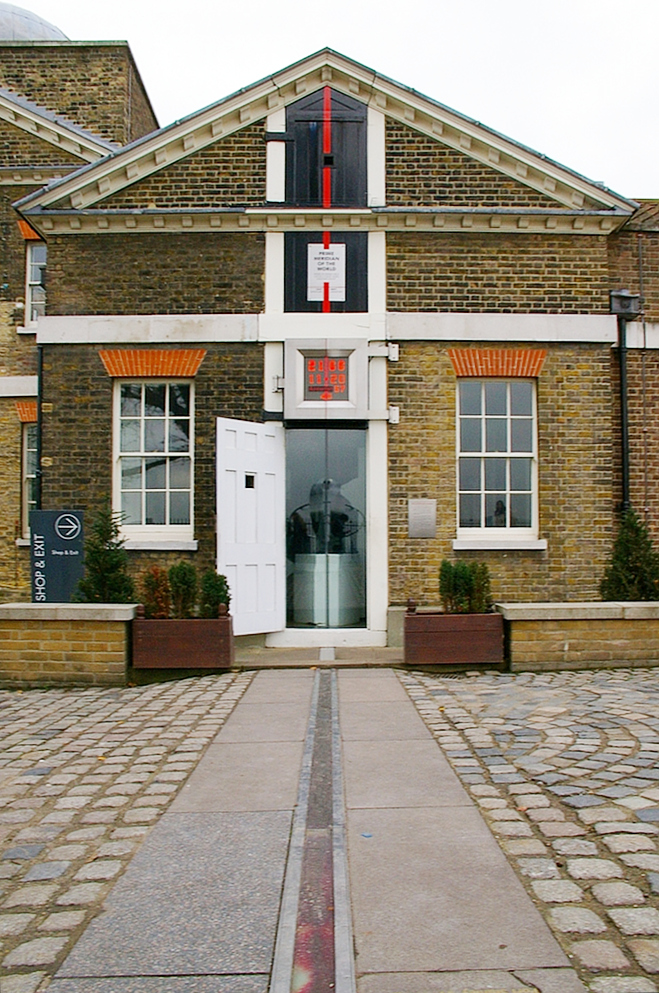
グリニッジ子午線が国際的な本初子午線となる(1884)。現在のIERS基準子午線は約100メートルほど東にある。

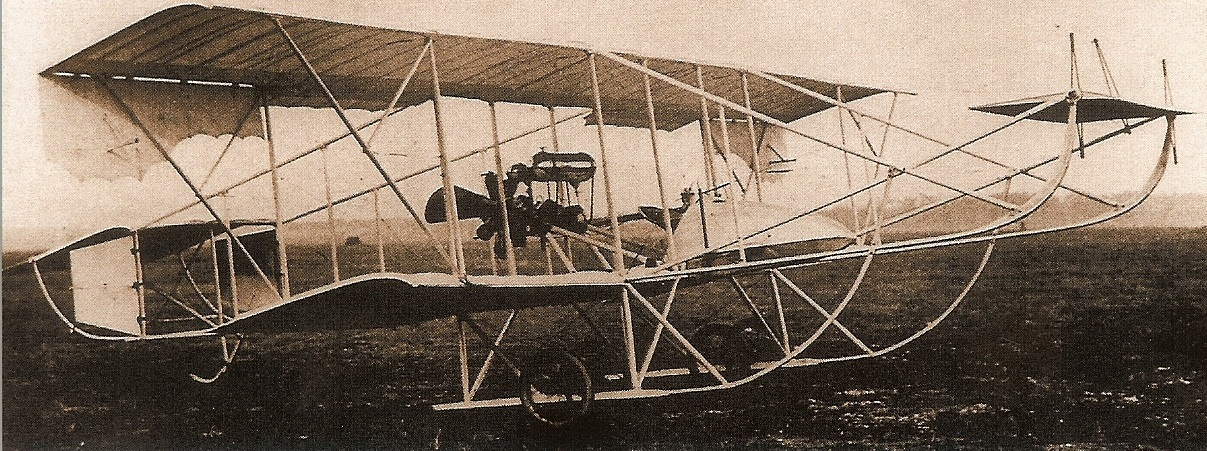
国産飛行機第1号機臨時軍用気球研究会式1号が初飛行(1911)

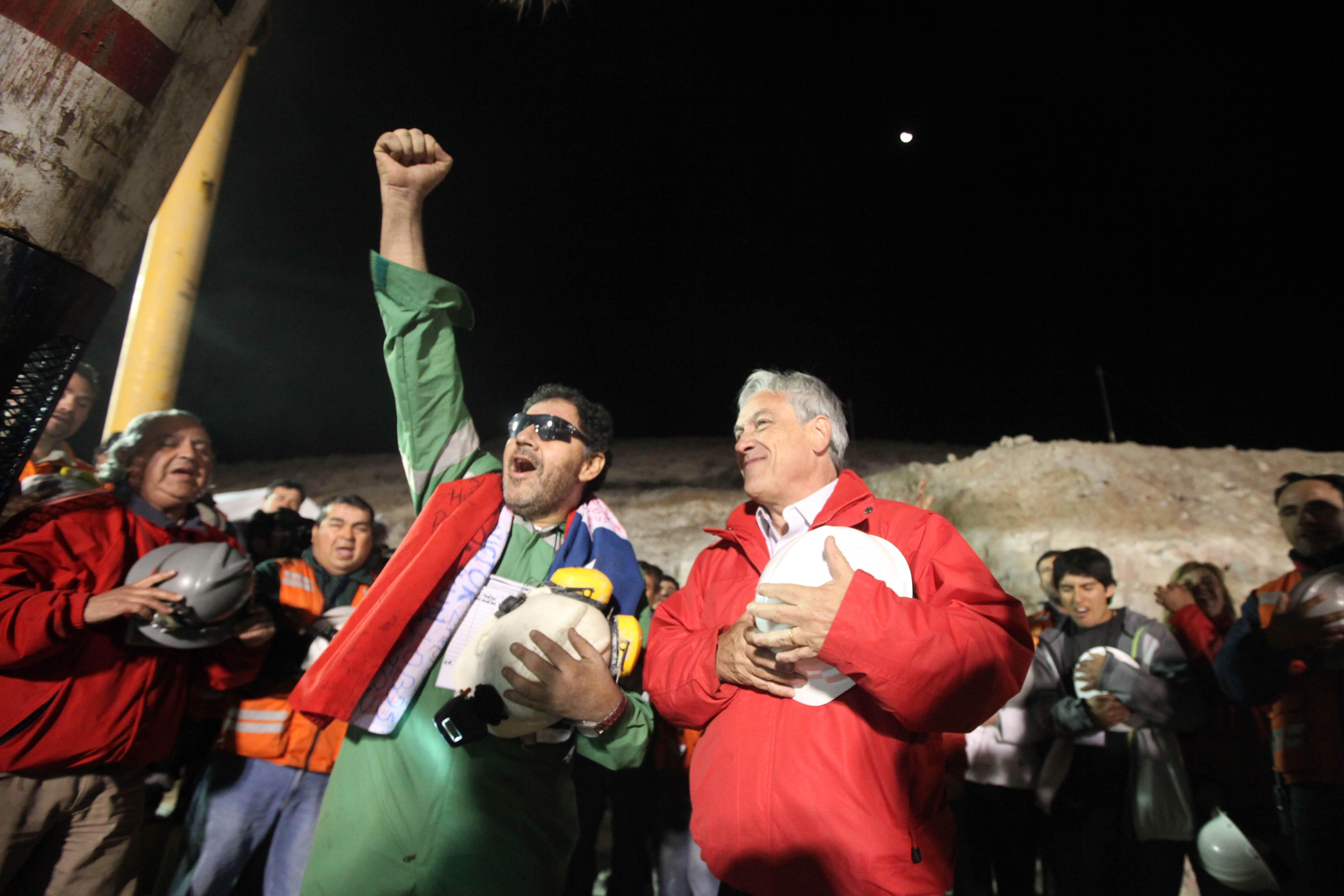
チリ、コピアポ鉱山落盤事故での作業員救助(2010)。最後に救助された現場監督のルイス・アルベルト・ウルスア

- 1307年 - フランス王フィリップ4世が、テンプル騎士団の壊滅と資産の略奪のためにフランス全土において会員を一斉に逮捕。
- 1574年（天正2年9月29日）- 伊勢国長島城の一向一揆勢が織田信長に降伏。城を退去するも、一斉射撃を受けて門徒多数が殺害。織田軍も逆襲を受け一門の武将を多数失う。（長島一向一揆）
- 1600年（慶長5年9月7日）- 大津城の戦いが始まる。
- 1773年 - シャルル・メシエが子持ち銀河を発見。
- 1792年 - ホワイトハウスのルーツとなる、米国大統領官邸の礎石が置かれ、建設が着工する。
- 1812年 - 米英戦争: クィーンストン・ハイツの戦い。
- 1825年 - ルートヴィヒ1世がバイエルン王に即位。
- 1884年 - 国際子午線会議において、グリニッジ天文台を通る子午線（グリニッジ子午線）を経度0度とすることが決定。
- 1903年 - 現行メジャーリーグの第一回ワールドシリーズで、ボストン・アメリカンズ（のちのレッドソックス）が優勝。
- 1905年 - 上田敏の訳詩集『海潮音』が刊行。
- 1911年 - 徳川好敏大尉らが作った国産飛行機第1号機「臨時軍用気球研究会式1号」（会式1号）が初飛行に成功。
- 1923年 - トルコがイスタンブールからアンカラに遷都。
- 1931年 - 台風接近により和歌山県、高知県で被害。高知県では住民ら17人が死亡[1]。
- 1937年 - 第1回国民精神総動員強調週間が始まる（-19日まで）。
- 1942年 - 第二次世界大戦: ヘンダーソン基地艦砲射撃。
- 1943年 - 第二次世界大戦: 連合国に降伏したイタリアのピエトロ・バドリオ政権が、ナチス・ドイツに宣戦布告。
- 1943年 - 昭和天皇の長女成子内親王と東久邇宮稔彦王の長男盛厚王が結婚。
- 1944年 - 第二次世界大戦: 赤軍がラトビアの首都・リガを占拠。
- 1945年 - 治安維持法・国家保安法・思想犯保護観察法・軍機保護法などの廃止を閣議決定。
- 1946年 - フランスで新憲法草案が国民投票により承認され、フランス第四共和政が発足。
- 1947年 - 11宮家51人の皇族離脱が決定。
- 1950年 - 日本政府がGHQの承認を得て10,090人の公職追放解除を発表。
- 1955年 - 左右両派に分裂していた日本社会党が再統一大会を開催。（社会党再統一）
- 1958年 - 社会党・総評を中心に警職法改悪反対国民会議を結成。
- 1962年 - バレーボール世界選手権で日紡貝塚単独チームの女子全日本代表が完全優勝。
- 1962年 - 岡山空港（現 岡南飛行場）が開港。
- 1963年 - 択捉島沖でMw 8.5の地震発生。（択捉島沖地震）
- 1968年 - 日本初の都市ケーブルテレビ会社・日本ケーブルビジョン放送網が新宿で放送開始。
- 1970年 - フィジーが国際連合に加盟。
- 1970年 - 中華人民共和国とカナダが国交を樹立。
- 1972年 - パリ発モスクワ行きのアエロフロートIl-62型機がシェレメーチエヴォ国際空港への着陸に失敗して墜落、乗員乗客174名全員が死亡。
- 1972年 - ウルグアイ空軍機571便遭難事故。モンテビデオ発サンティアゴ行きのフェアチャイルド FH227型機がチリのアンデス山中に墜落。同年12月23日に生存者16名が救出。
- 1977年 - ルフトハンザ航空181便ハイジャック事件。パルマ・デ・マヨルカ発フランクフルト行きのルフトハンザ航空615便ボーイング737型機がPFLPによってハイジャック。
- 1979年 - 広島県下蒲刈島と上蒲刈島を結ぶ農道橋の蒲刈大橋が開通。三之瀬瀬戸をまたぐ農道の橋で、トラス橋としては国内7位の長大橋。
- 1981年 - 潜水調査船「しんかい2000」が熊野灘で日本最深記録2008メートルを記録。
- 1988年 - ナギーブ・マフフーズにノーベル文学賞受賞が決定。
- 1990年 - レバノン内戦が終結。
- 1994年 - 大江健三郎にノーベル文学賞受賞が決定。
- 1999年 - アメリカ合衆国上院が包括的核実験禁止条約（CTBT）の批准を拒絶。
- 2010年 - チリの鉱山落盤事故で、地下に閉じ込められた作業員33人を地下坑道からカプセルを使って救出[2][3]。（コピアポ鉱山落盤事故）
- 2016年 - ボブ・ディランにノーベル文学賞受賞が決定[4]。
- 2018年 - ホンジュラス市民数千人がアメリカに向けて移動を開始（キャラバン (中米の移民)）。
- 2021年 - 2021年コングスベルグ襲撃事件が発生する。

## 誕生日

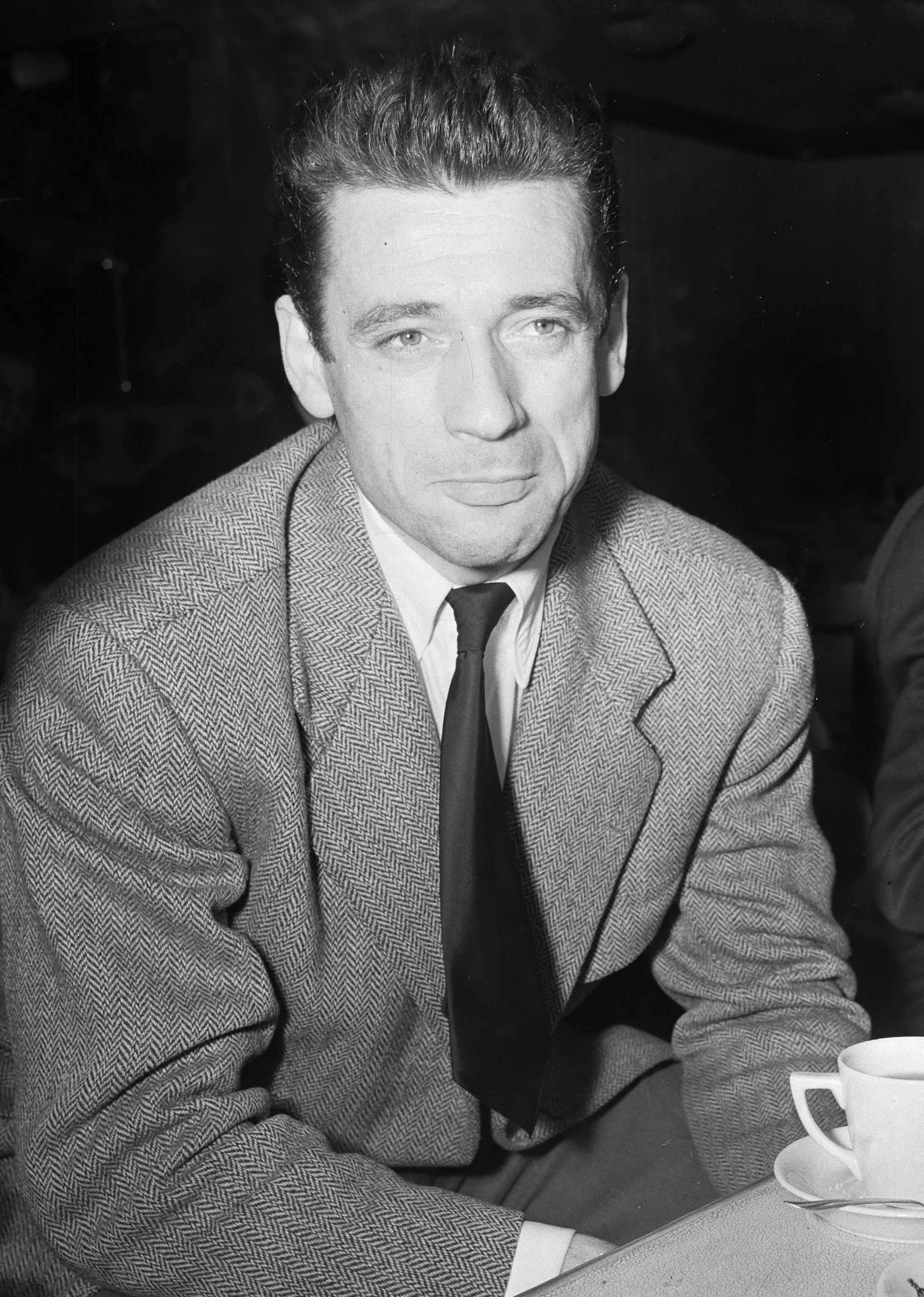
シャンソン歌手、俳優イヴ・モンタン(1921-1991)誕生。

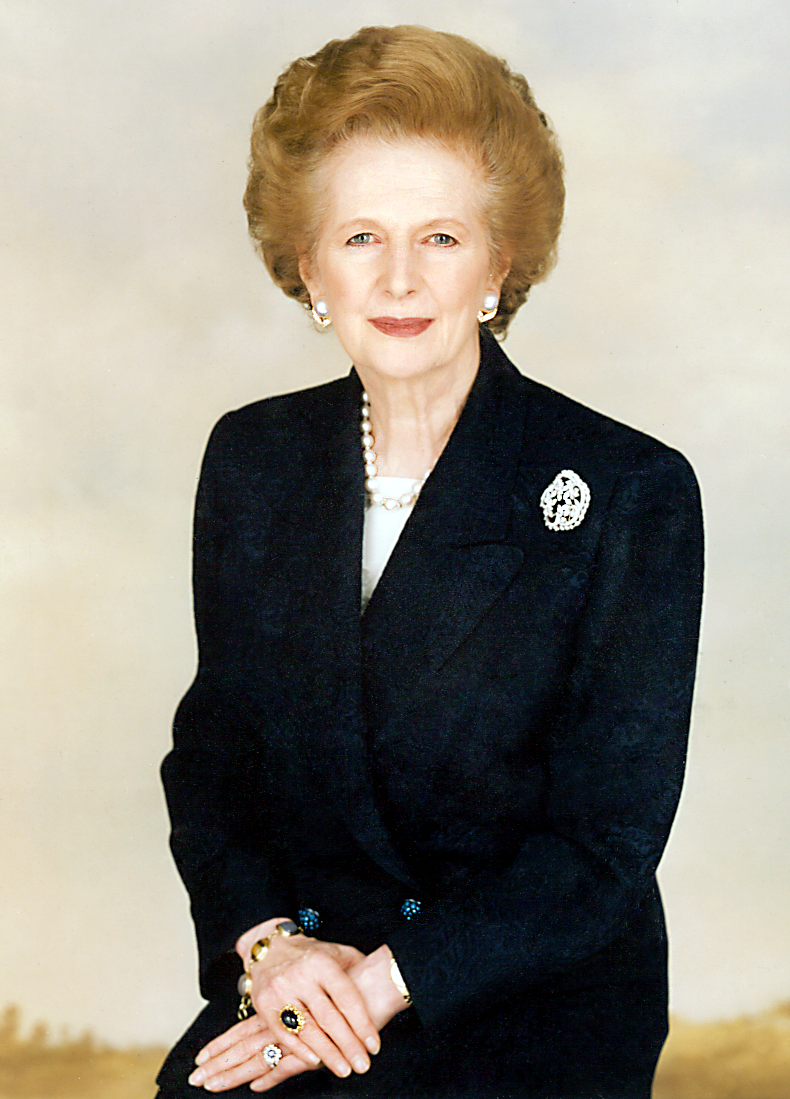
女性初のイギリス首相マーガレット・サッチャー(1925-2013)誕生。

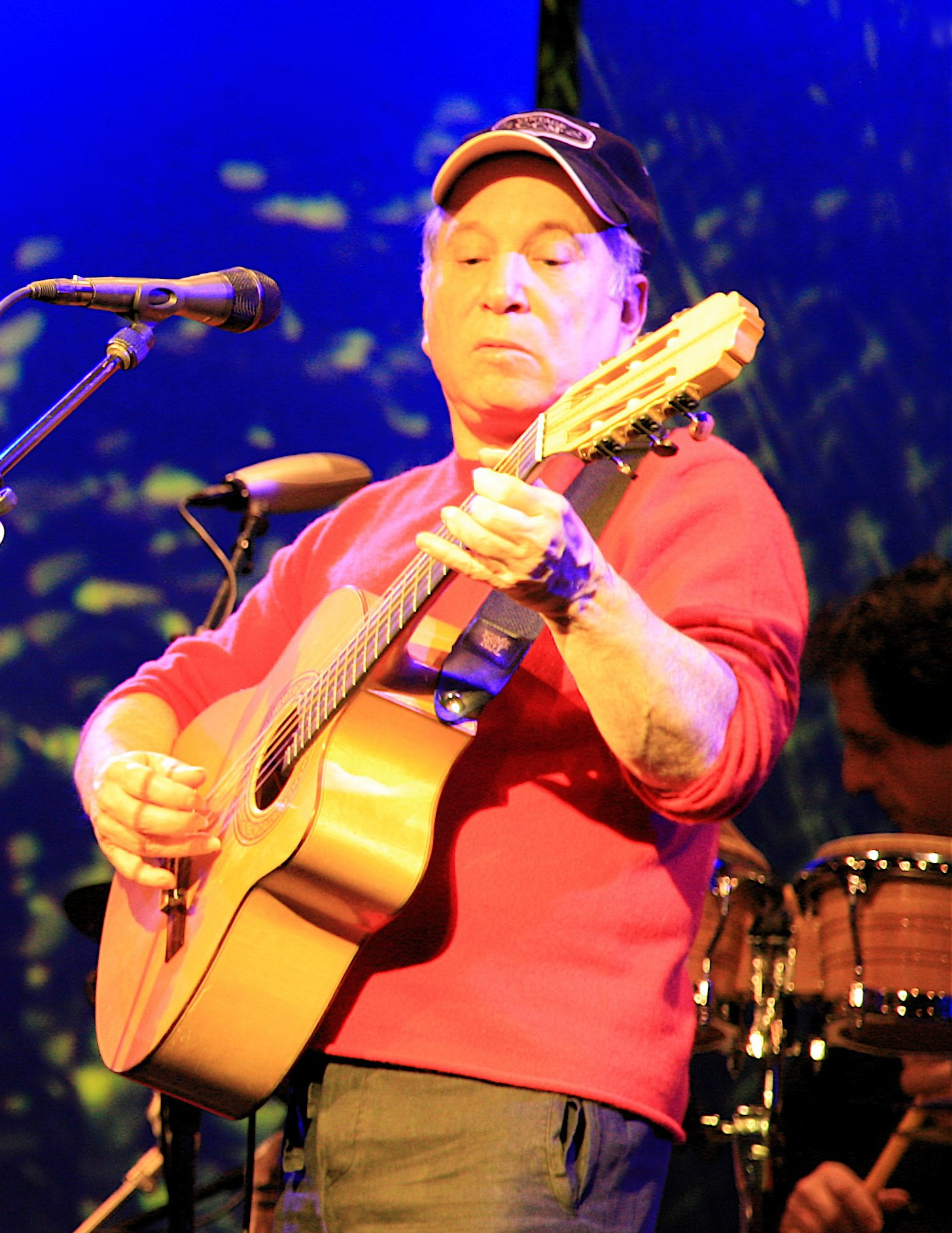
歌手ポール・サイモン(1941-)誕生。

- 1603年（慶長8年9月9日） - 京極高通、丹後国峰山藩の初代藩主（+ 1666年）
- 1649年（慶安2年9月8日） - 森長俊、美作国津山新田藩主・播磨国三日月藩の初代藩主（+ 1735年）
- 1656年（明暦2年9月6日） - 関長治、美作国宮川藩の第2代主・備中国新見藩の初代藩主（+ 1738年）
- 1657年（明暦3年8月26日） - 徳川綱條、常陸国水戸藩の第3代藩主（+ 1718年）
- 1671年（寛文11年9月11日） - 牧野英成、丹後国田辺藩の第3代藩主（+ 1741年）
- 1709年（宝永6年9月11日） - 朽木玄綱、丹波国福知山藩の第5代藩主（+ 1770年）
- 1751年（寛延4年8月24日） - 松平忠済、信濃国上田藩の第4代藩主（+ 1828年）
- 1792年 - モーリッツ・ハウプトマン、ヴァイオリニスト（+ 1863年）
- 1821年 - ルドルフ・ルートヴィヒ・カール・ウィルヒョー、病理学者（+ 1902年）
- 1832年 - アンリ＝アルフレッド・ダルジュー、イラストレーター、風刺画家、版画家（+ 1874年）
- 1851年（嘉永4年9月19日） - 矢田部良吉、植物学者、詩人（+ 1899年）
- 1854年（嘉永7年8月22日） - 辰野金吾、建築家（+ 1919年）
- 1855年 - エドゥアルト・フレーゲル、商人、探検家（+ 1886年）
- 1859年（安政6年9月18日） - 片岡直温、実業家、政治家（+ 1934年）
- 1861年 - 中橋徳五郎[5]、官僚、実業家、政治家、元大阪商船社長、第29代文部大臣、第5代商工大臣、第42代内務大臣（+ 1934年）
- 1869年 - 浜野弥四郎、衛生工学者、土木工学者（+ 1932年）
- 1874年 - 平山清次、天文学者（+ 1943年）
- 1876年 - ルーブ・ワッデル、野球選手（+ 1914年）
- 1885年 - ヴィーゴ・ブルン、数学者（+ 1978年）
- 1887年 - 小出楢重、画家（+ 1931年）
- 1887年 - ヨゼフ・ティソ、第二次世界大戦期のスロバキアの指導者（+ 1947年）
- 1888年 - 坂村徹、遺伝学者、教育者（+ 1980年）
- 1893年 - 結城哀草果、歌人、随筆家（+ 1974年）
- 1894年 - 岸一郎、プロ野球監督（+ 1969年）
- 1895年 - クルト・シューマッハー、ドイツ社会民主党の指導者（+ 1952年）
- 1898年 - 伊藤大輔、映画脚本家、映画監督、舞台演出家（+ 1981年）
- 1899年 - 村井満寿、アルト歌手（+ 1988年）
- 1900年 - 山路閑古、化学者、俳人、古川柳研究家（+ 1977年）
- 1901年 - 小川マリ、洋画家（+ 2006年）
- 1902年 - 鈴木重義、サッカー選手、指導者（+ 1971年）
- 1905年 - 大村英之助、映画プロデューサー、実業家、元藝術映画社社長（+ 1986年）
- 1908年 - 松本秋男、官僚、工学者、北海道大学名誉教授、元北見工業大学学長（+ 1992年）
- 1908年 - 松野幸泰、政治家、岐阜県知事（+ 2006年）
- 1909年 - アート・テイタム、ジャズピアニスト（+ 1956年）
- 1910年 - 榊原仟、心臓外科医（+ 1979年）
- 1911年 - アンドレ・ナヴァラ、チェリスト（+ 1988年）
- 1912年 - コーネル・ワイルド、俳優（+ 1989年）
- 1913年 - 三木利夫、俳優（+ 没年不詳）
- 1918年 - ロバート・ウォーカー、俳優（+ 1951年）
- 1918年 - 服部正也、銀行家、日本人初の世界銀行副総裁（+ 1999年）
- 1920年 - ラレイン・デイ、女優（+ 2007年）
- 1921年 - 菅野直、大日本帝国海軍戦闘機搭乗員、公認撃墜25機のエース・パイロット（+ 1945年）
- 1921年 - 塩川正十郎、元政治家、東洋大学総長（+ 2015年）
- 1921年 - イヴ・モンタン、シャンソン歌手、俳優（+ 1991年）
- 1922年 - 山田豊三郎、政治家、第21代大津市長（+ 2009年）
- 1923年 - ファース・ヴィルケス、サッカー選手（+ 2006年）
- 1925年 - マーガレット・サッチャー、政治家、第71代イギリス首相（+ 2013年）
- 1925年 - 森本哲郎、評論家（+ 2014年）
- 1925年 - レニー・ブルース、コメディアン（+ 1966年）
- 1926年 - レイ・ブラウン、ジャズベーシスト（+ 2002年）
- 1926年 - キラー・コワルスキー、プロレスラー（+ 2008年）
- 1926年 - エディ・ヨスト、プロレスラー（+ 2012年）
- 1926年 - 寺田雷太、元プロ野球選手
- 1927年 - トゥルグト・オザル、政治家、トルコ首相（+ 1993年）
- 1931年 - 中村靖之介、俳優、声優
- 1931年 - エディ・マシューズ、プロ野球選手（+ 2001年）
- 1931年 - 桝重正、プロ野球選手（+ 2013年[6]）
- 1931年 - 石井光三、芸能プロモーター、タレント（+ 2015年）
- 1931年 - レイモン・コパ、サッカー選手（+ 2017年）
- 1932年 - ドゥシャン・マカヴェイエフ、映画監督（+ 2019年）
- 1933年 - ナリマン・サディク、最後のエジプト王妃（+ 2005年）
- 1934年 - 棚橋祐治、官僚、弁護士、元通商産業事務次官、元石油資源開発社長
- 1934年 - ナナ・ムスクーリ、歌手
- 1935年 - 奥原為雄、元プロ野球選手
- 1936年 - 柳月三郎、三味線奏者、漫談家
- 1936年 - 高森邦夫、実業家、元アナウンサー（+ 2007年）
- 1936年 - 渡文明、実業家（+ 2020年）
- 1939年 - 青野修三、元プロ野球選手
- 1939年 - メリンダ・ディロン、女優（+ 2023年）
- 1940年 - ファラオ・サンダース、ジャズサクソフォン奏者（+ 2022年）
- 1940年 - クリス・ファーロウ、ヴォーカリスト
- 1941年 - ポール・サイモン、歌手
- 1942年 - 岡部洋三、プロゴルファー
- 1942年 - ジェリー・ジョーンズ、実業家、NFLダラス・カウボーイズオーナー兼GM
- 1943年 - 橋本元一、映像技術者、第18代NHK会長
- 1943年 - 油木宣夫、騎手
- 1943年 - ペーター・ザウバー、ザウバー創設者
- 1945年 - 樋口久子、プロゴルファー
- 1945年 - デシ・ボーターセ、政治家、軍人、第9代スリナム大統領（+ 2024年）
- 1945年 - 飯島勲、内閣官房参与
- 1947年 - 荘村清志、ギタリスト
- 1947年 - サミー・ヘイガー、歌手、ヴァン・ヘイレン、チキンフット
- 1948年 - 三村順一、映画監督、映画プロデューサー
- 1948年 - ヌスラト・ファテー・アリー・ハーン、カッワーリー歌手（+ 1997年）
- 1948年 - 岩渕仁、元陸上競技選手、指導者
- 1949年 - 西川章久、アナウンサー、パーソナリティ
- 1949年 - ナナ・アレクサンドリア、チェス選手
- 1950年 - 大和田獏、俳優
- 1950年 - 磯部勉、俳優、声優
- 1950年 - アンネグレート・リヒター、陸上選手
- 1951年 - 南木佳士、小説家、医師
- 1952年 - ジョン・ローン、俳優
- 1953年 - 佐々木省三、俳優、声優
- 1954年 - 金田明夫、俳優
- 1954年 - モルデハイ・ヴァヌヌ、技術者
- 1954年 - 荻原弘子、元報道局チーフディレクター、元アナウンサー（+ 2009年）
- 1954年 - 奥村慎太郎、政治家、元長崎県雲仙市長（+ 2015年）
- 1955年 - 内野優、政治家、神奈川県海老名市長
- 1956年 - 渡辺直樹、作曲家
- 1956年 - アンディ・ビーン、元プロ野球選手
- 1956年 - クリス・カーター、脚本家
- 1957年 - 千葉茂、俳優
- 1957年 - 白井三津雄、サッカー指導者
- 1958年 - まつもと泉、漫画家 （+ 2020年[7]）
- 1958年 - 森昌子、歌手
- 1958年 - 加門亮、歌手（+ 2020年[8]）
- 1959年 - 玉城デニー、政治家、タレント、沖縄県知事
- 1959年 - 津久井克行、ミュージシャン（Class）（+ 2009年）
- 1960年 - 生瀬勝久、俳優
- 1960年 - 橋爪淳、俳優
- 1960年 - 筒井真理子、女優
- 1961年 - 小溝高夫、プロゴルファー
- 1961年 - 石川諭、実業家、トランザクション創業者
- 1961年 - ドック・リバース、元バスケットボール選手
- 1961年 - デレック・ハーパー、元バスケットボール選手
- 1961年 - アブデラマン・シサコ、映画監督
- 1962年 - 山脇光治、元プロ野球選手
- 1962年 - ジェリー・ライス、元アメリカンフットボール選手
- 1962年 - ケリー・プレストン、女優
- 1962年 - 岡部明一、元プロ野球選手
- 1963年 - ヒロ・カナガワ、俳優、声優
- 1964年 - 小野坂昌也、声優
- 1964年 - 荒井幸雄、元プロ野球選手
- 1964年 - 聶海勝、宇宙飛行士
- 1964年 - 加瀬竜哉、ミュージシャン（+ 2012年）
- 1964年 - クリストファー・ジャッジ、俳優
- 1965年 - 大平まさひこ、芸人、司会者、ローカルタレント
- 1965年 - 野水重明、実業家、株式会社ツインバード社長
- 1965年 - ヨハン・ムセウ、元自転車選手
- 1966年 - 黒岩宇洋、政治家
- 1966年 - 青木美保、歌手
- 1966年 - ジョン・レジス、陸上競技選手
- 1967年 - 川野武文、実業家、元アナウンサー
- 1967年 - ハビエル・ソトマヨル、元陸上競技選手
- 1967年 - トレバー・ホフマン、元プロ野球選手
- 1967年 - スコット・クーパー、元プロ野球選手
- 1968年 - マウリツィオ・ガンツ、元サッカー選手
- 1969年 - ナンシー・ケリガン、フィギュアスケート選手
- 1969年 - アンドレイ・ブシュコフ、フィギュアスケート選手
- 1969年 - オマリ・テトラーゼ、元サッカー選手
- 1970年 - ポール・ポッツ、歌手
- 1970年 - 須田喜照、元野球選手、高校・大学野球指導者
- 1971年 - 吉本多香美、女優
- 1971年 - 上田好剛、元プロ野球選手
- 1971年 - アンドレ・ベルグデルモ、元サッカー選手
- 1971年 - サシャ・バロン・コーエン、コメディアン、俳優
- 1972年 - 三代目海沼実、作曲家、音楽教育家
- 1972年 - 内海慶一、作家
- 1972年 - 橋本大地、プロゴルファー
- 1972年 - 塩屋紀克、アナウンサー
- 1972年 - 松智洋 - 小説家、ライトノベル作家（+ 2016年）
- 1973年 - ピーター・ダンブレック、レーシングドライバー
- 1973年 - 松嶋菜々子、女優
- 1973年 - 木立章成、元プロ野球選手
- 1973年 - マット・ヒューズ、元総合格闘家
- 1974年 - ゲイリー・バーナム・ジュニア、元プロ野球選手
- 1975年 - 海保知里、アナウンサー
- 1975年 - べんぴねこ、アニメーション作家、映像ディレクター
- 1975年 - 秋葉忠宏、元サッカー選手
- 1975年 - 古賀剛、元テコンドー選手、指導者
- 1976年 - 真飛聖、女優
- 1976年 - Miss Monday、元ラッパー
- 1976年 - キーリー・サンチェス、女優
- 1976年 - ジェニファー・スカイ、女優
- 1977年 - 平沼義之、フリーライター
- 1977年 - 森理恵、アナウンサー
- 1977年 - 星野一樹、レーシングドライバー
- 1977年 - 吉年滝徳、元プロ野球選手
- 1977年 - アントニオ・ディ・ナターレ、元サッカー選手
- 1977年 - ポール・ピアース、元バスケットボール選手
- 1978年 - 鳥羽潤、俳優
- 1978年 - ジャーメイン・オニール、元バスケットボール選手
- 1978年 - 岡田有花、ジャーナリスト
- 1978年 - マルクス・ヘイッキネン、サッカー選手
- 1979年 - 荒木巴、マジシャン
- 1979年 - 藤田小百合、女優
- 1979年 - ウェズ・ブラウン、サッカー選手
- 1979年 - ママドゥ・ニアン、サッカー選手
- 1980年 - Salyu、歌手
- 1980年 - 有馬幸恵、元キャスター
- 1980年 - 藤原務、元プロサッカー選手
- 1980年 - アシャンティ、歌手
- 1980年 - デビッド・ヘイ、ボクサー
- 1980年 - スコット・パーカー、元サッカー選手
- 1981年 - 一戸奈美、女優
- 1981年 - 真田慶子、女優、ダンサー
- 1981年 - 嶋村一輝、元プロ野球選手
- 1981年 - ケリー・オケレケ、シンガーソングライター、ギタリスト
- 1982年 - 高田郁恵、女優
- 1982年 - 肘井ミカ、女優
- 1982年 - 近江知永、声優、歌手
- 1982年 - 宮崎ひとみ、歌手、元Luxis
- 1982年 - 高橋直気、タレント
- 1982年 - 岩﨑哲也、元プロ野球選手
- 1982年 - イアン・ソープ、競泳選手
- 1983年 - 北野良栄、競輪選手、元プロ野球選手
- 1983年 - 宮崎有香、サッカー選手
- 1983年 - 千葉ありさ、タレント、モデル
- 1983年 - 赤阪侑子、お笑いタレント（アルミカン）
- 1983年 - 高田秀一、バスケットボール選手
- 1983年 - 旗手真也、元サッカー選手
- 1983年 - クリス・セドン、プロ野球選手
- 1984年 - misono、歌手（day after tomorrow）
- 1984年 - ヘイデン・ペン、元プロ野球選手
- 1985年 - 茨城ヲデル、俳優
- 1985年 - 戸田比呂子、女優
- 1985年 - 益若つばさ、ファッションモデル
- 1985年 - 東郷愛弓、モデル、MC
- 1985年 - 黒澤恵里[9]、モデル、レースクイーン
- 1985年 - MAICO、ミュージシャン（CHERRYBLOSSOM）
- 1985年 - Fukase、ミュージシャン（SEKAI NO OWARI）
- 1985年 - 成瀬善久、プロ野球選手
- 1985年 - 和田絵梨奈、元グラビアアイドル
- 1985年 - 土本恭平、元プロ野球選手
- 1986年 - 助川まりえ、キャンドルアーティスト、元タレント
- 1986年 - 上野大樹、元プロ野球選手
- 1986年 - 河本悠、元野球選手
- 1986年 - ガブリエル・アグボンラホール、元サッカー選手
- 1987年 - 佐倉希実、元イベントコンパニオン、グラビアアイドル
- 1987年 - ふくだみゆき、映画監督、アニメーション作家
- 1988年 - 澤山璃奈、フィギュアスケート選手、ファッションモデル
- 1988年 - 新村純平、サッカー選手
- 1988年 - 小山季絵、サッカー選手
- 1989年 - 神岡実羅乃、女優（元hy4 4yh）
- 1989年 - 三浦里佳子、水球選手
- 1989年 - ブレノ・ロドリゲス・ボルジェス、サッカー選手
- 1990年 - 海野ナル、ファッションモデル、タレント、女優
- 1990年 - 張本優大、元プロ野球選手
- 1991年 - 多田仁美、ハンドボール選手
- 1992年 - 三木くるみ、女優
- 1992年 - 高山侑子、女優、ファッションモデル
- 1992年 - 加地千尋、元女優、元モデル
- 1992年 - 髙宮咲、ハンドボール選手
- 1992年 - シェルビー・ロジャース、テニス選手
- 1993年 - 石川界人[10]、声優
- 1993年 - 田中亮明、アマチュアボクシング選手
- 1994年 - 佐野ひなこ、タレント、ファッションモデル、グラビアアイドル
- 1994年 - 大塚尚仁、元プロ野球選手
- 1994年 - 川岸史果、ゴルファー
- 1994年 - 深沢紗希、アイドル（Luce Twinkle Wink☆）
- 1994年 - さがらごうち、YouTuber
- 1994年 - 諸星翔希、タレント（7ORDER、元ジャニーズJr.、元Love-tune）
- 1994年 - 渡邊雄太、バスケットボール選手
- 1994年 - 仁村紗和、女優、モデル
- 1995年 - 三宅史織、サッカー選手
- 1995年 - 奥ノ矢佳奈、女優、タレント
- 1995年 - JIMIN、歌手、ダンサー（BTS）
- 1995年 - 星輝ありさ、歌手、元プロレスラー、元シュートボクサー
- 1996年 - 黄之鋒、政治活動家
- 1997年 - 山本舞香、女優、タレント、モデル
- 1998年 - 田島将吾、アイドル（INI、元ジャニーズJr.）
- 1998年 - 大庭すみ花、女優、グラビアアイドル
- 1999年 - 松田里奈、アイドル（櫻坂46）
- 1999年 - 櫻庭立樹、サッカー選手
- 2001年 - 髙橋翼、柔道家
- 2001年 - チェレスティーノ・ヴィエッティ、モーターサイクル・ロードレースライダー
- 2003年 - 佐藤菜々美、バレーボール選手
- 2003年 - 高橋慶帆、バレーボール選手
- 2006年 - 吉田日向、俳優
- 2012年 - 岡本望来、女優
- 生年不詳 - kaz.、ドラマー (元フレデリック)
- 生年不詳 - 荻沢俊彦、声優
- 生年不詳 - 榊原ゆい、声優
- 生年不詳 - 清水秀光、声優
- 生年不詳 - 三浦小季、声優
- 生年不詳 - 奥村優季、声優

## 忌日

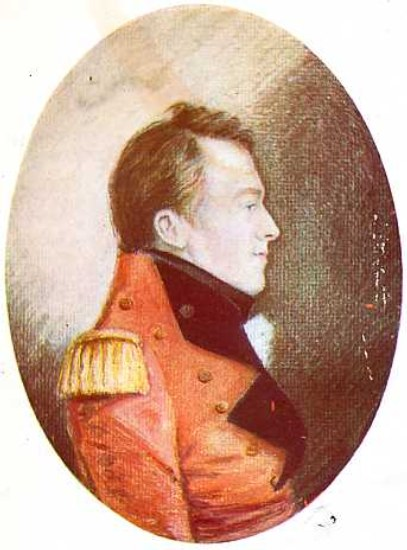
米英戦争で英軍を率いたアイザック・ブロック(1769-1812)クィーンストン・ハイツの戦いで戦死。

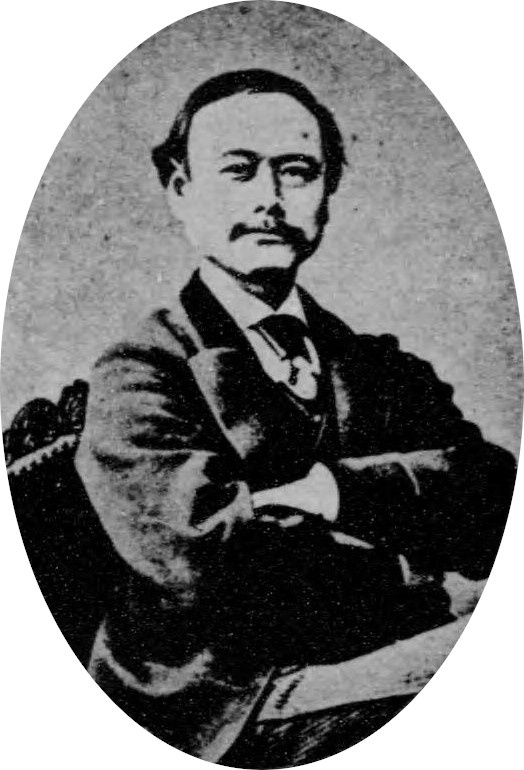
近代日本警察制度を築いた川路利良(1834-1879)没。

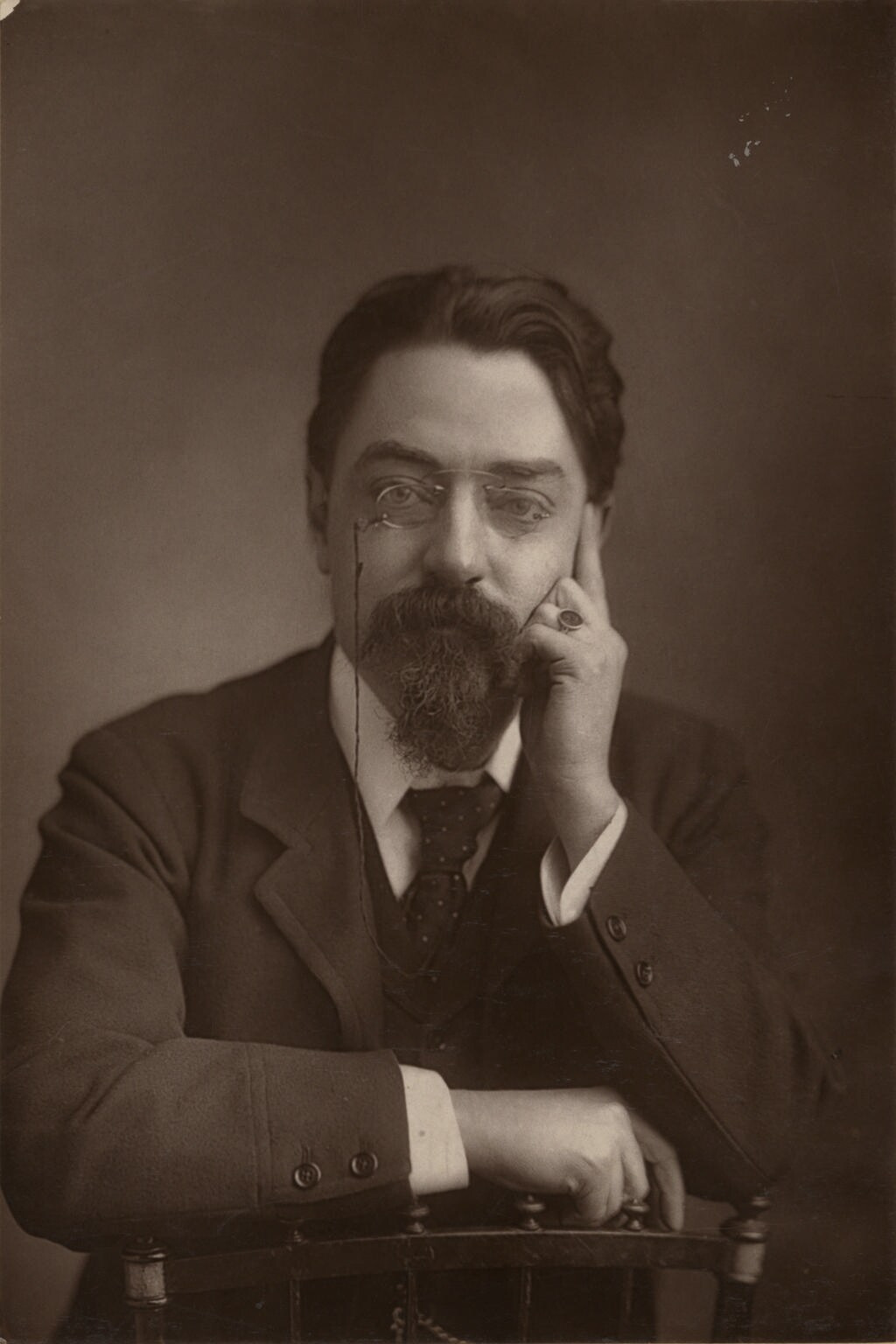
イギリスの社会主義活動家シドニー・ウェッブ(1859-1947)没。

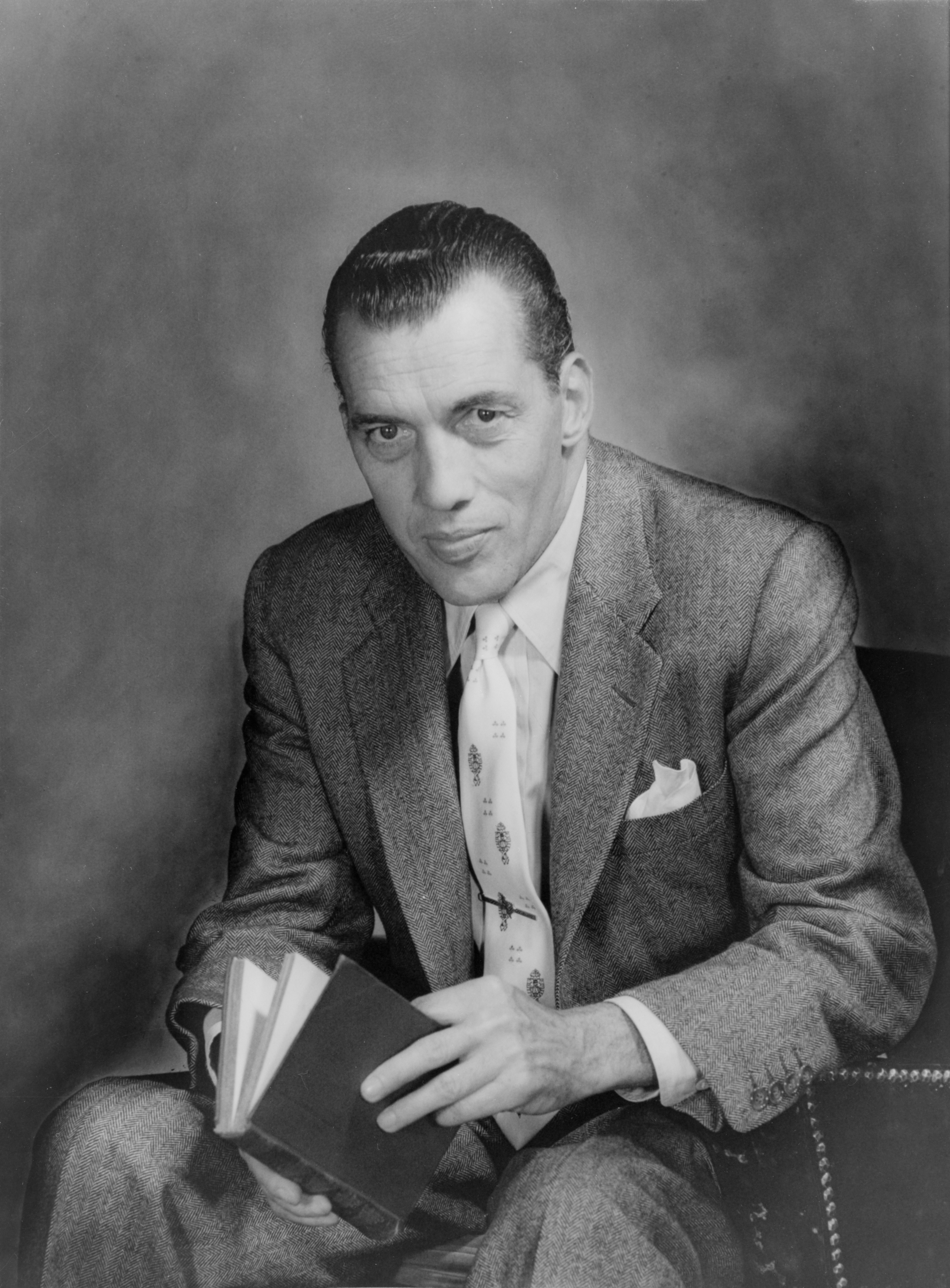
『エド・サリヴァン・ショー』の司会者エド・サリヴァン(1901-1974)没。

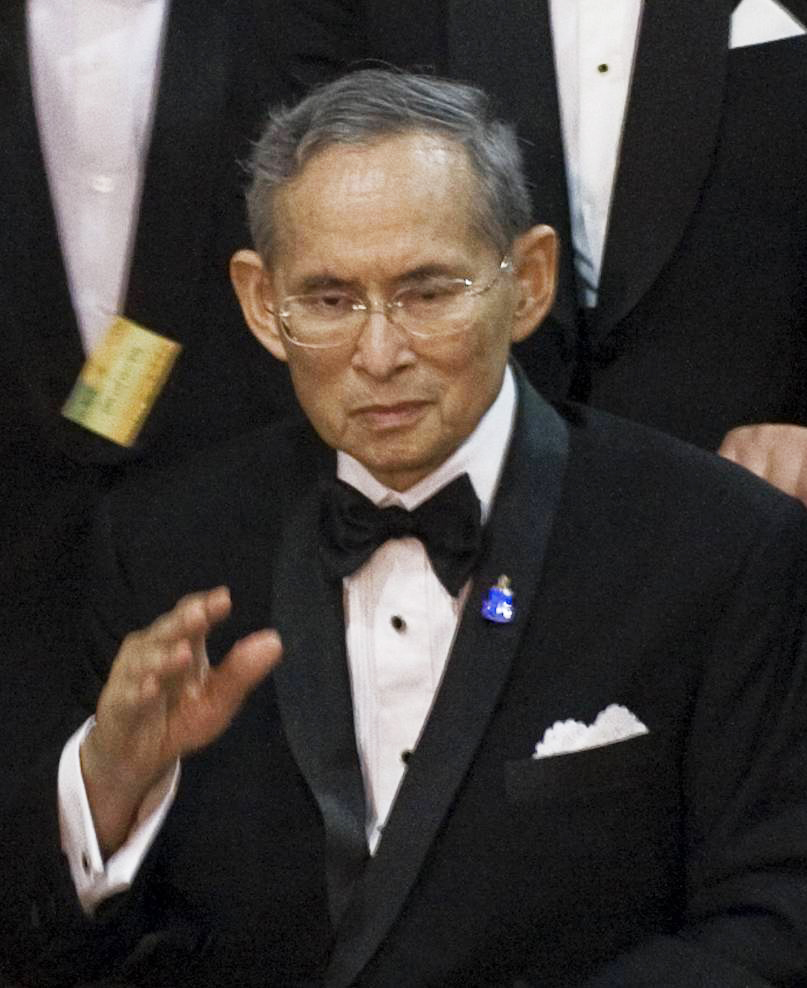
プーミポン・アドゥンヤデートことタイ国王ラーマ9世(1927-2016)崩御。

- 54年 - クラウディウス、第4代ローマ皇帝（* 紀元前10年）
- 1227年（嘉禄3年9月2日） - 堀川通具、歌人（* 1171年）
- 1505年（永正2年9月16日） - 武田信昌、甲斐国の戦国大名（* 1447年）
- 1562年 - クローダン・ド・セルミジ、作曲家（* 1490年頃）
- 1574年（天正2年9月29日） - 織田信広、戦国武将
- 1602年（慶長7年8月28日） - 於大の方、松平広忠・久松俊勝の正室、徳川家康の母（* 1528年）
- 1605年 - テオドール・ド・ベーズ、神学者（* 1519年）
- 1653年（承応2年8月22日） - 養珠院、徳川家康の側室（* 1580年）
- 1676年 - フアン・デ・アレラーノ、画家（* 1614年）
- 1687年 - ジェミニアーノ・モンタナリ、天文学者（* 1633年）
- 1689年 - ジョージ・エント（英語版）、化学者（* 1604年）
- 1715年 - ニコラ・ド・マルブランシュ、哲学者（* 1638年）
- 1722年（享保7年9月4日） - 近衛基熙、江戸時代の公卿（* 1648年）
- 1731年（享保16年9月13日） - 毛利吉元、第6代長州藩主（* 1677年）
- 1761年 - ガブリエーレ・マンフレーディ（英語版）、数学者（* 1681年）
- 1769年 - ヴィト・ダンナ（英語版）、画家（* 1718年）
- 1812年 - アイザック・ブロック、イギリス陸軍の将軍（* 1769年）
- 1815年 - ジョアシャン・ミュラ、軍人、ナポリ王（* 1767年）
- 1822年 - アントニオ・カノーヴァ、彫刻家（* 1757年）
- 1825年 - マクシミリアン1世、初代バイエルン王（* 1756年）
- 1828年 - ヴィンチェンツォ・モンティ（英語版）、詩人、劇作家、翻訳家、学者（* 1754年）
- 1862年（文久2年閏8月20日） - 本間精一郎、尊皇攘夷志士（* 1834年）
- 1868年（慶応4年8月28日） - 橘曙覧、歌人（* 1812年）
- 1869年 - シャルル＝オーギュスタン・サント＝ブーヴ、文芸評論家（* 1804年）
- 1879年 - 川路利良、初代警視庁大警視（* 1834年）
- 1880年 - マルティン・グロピウス、建築家（* 1824年）
- 1882年 - アルテュール・ド・ゴビノー、思想家（* 1816年）
- 1890年 - ウィリアム・ワース・ベルナップ、第30代アメリカ合衆国陸軍長官（* 1829年）
- 1907年 - 本沢竹雲、漢学者、教育者（* 1836年）
- 1918年 - 尾崎三良、三条家家人、元老院議官、法制局長官（* 1842年）
- 1919年 - カール・ギェレルプ、詩人、小説家（* 1857年）
- 1924年 - 滋野清武、飛行家（* 1882年）
- 1926年 - ハンス・エルンスト・キンク（英語版）、作家、言語学者（* 1865年）
- 1928年 - マリア・フョードロヴナ、ロシア皇帝アレクサンドル3世の皇后（* 1847年）
- 1930年 - ジョアン・ガンペール、実業家、サッカー選手（* 1847年）
- 1938年 - エルジー・クリスラー・シーガー、漫画家（* 1894年）
- 1945年 - ミルトン・スナベリー・ハーシー（英語版）、チョコレート職人、実業家、慈善家、ザ・ハーシー・カンパニー創業者（* 1857年）
- 1946年 - ヘレン・バンナーマン、児童文学、絵本作家（* 1862年）
- 1947年 - シドニー・ウェッブ、フェビアン協会会員、イギリス労働党の政治家（* 1859年）
- 1948年 - 副島道正、実業家、IOC委員（* 1871年）
- 1950年 - アーネスト・ヘイコックス（英語版）、西武小説作家（* 1899年）
- 1955年 - 辻善之助、歴史学者（* 1877年）
- 1956年 - 上田辰之助、経済学者、思想史家、一橋大学名誉教授（* 1892年）
- 1957年 - エーリヒ・アウエルバッハ、文献学者（* 1892年）
- 1967年 - 中川不器男、実業家、第4代トヨタ自動車工業（現：トヨタ自動車）社長（* 1899年）
- 1968年 - ベアトリス・ベナデレット（英語版）、女優、コメディアン（* 1906年）
- 1970年 - 細川一、医師、医学者（* 1901年）
- 1971年 - アレック・リーブス（英語版）、科学者、パルス符号変調を発明（* 1902年）
- 1971年 - フィービー・エフロン（英語版）、劇作家、脚本家（* 1914年）
- 1973年 - 戸塚九一郎、元建設大臣、労働大臣（* 1891年）
- 1972年 - ハーマン・アッフェル（英語版）、電気工学者（* 1893年）
- 1974年 - エド・サリヴァン、テレビ司会者（* 1901年）
- 1974年 - ヨーゼフ・クリップス、指揮者（* 1902年）
- 1974年 - 宮本三郎、画家（* 1905年）
- 1974年 - サム・ライス、プロ野球選手（* 1890年）
- 1978年 - 中山福蔵、弁護士、政治家（* 1887年）
- 1979年 - レベッカ・クラーク、作曲家、ヴィオリスト（* 1886年）
- 1981年 - マリウス・カサドシュ、ヴァイオリニスト、作曲家（* 1892年）
- 1982年 - アダチ龍光[11]、奇術師（* 1896年）
- 1983年 - 河合邦人、実業家、教育者、政治家（* 1923年）
- 1984年 - ジョージ・ケリー、プロ野球選手（* 1895年）
- 1985年 - 川上宗薫、小説家（* 1924年）
- 1985年 - 蟹江栄司、声優（* 1941年）
- 1986年 - 鈴木順一、参議院議員（* 1909年）
- 1986年 - 山内恭彦、理論物理学者、東京大学名誉教授（* 1902年）
- 1987年 - ウォルター・ブラッテン、物理学者（* 1902年）
- 1988年 - マイク・ベネツィア、騎手（* 1945年）
- 1988年 - 田名網英二、プロ野球選手（* 1924年）
- 1990年 - レ・ドゥク・ト、政治家（* 1911年）
- 1991年 - 小倉多加志、英文学者、翻訳家（* 1911年）
- 1992年 - 重森弘淹、写真評論家（* 1926年）
- 1992年 - 太地喜和子、女優（* 1943年）
- 1996年 - 戸井田三郎、政治家、元厚生大臣（* 1918年）
- 1997年 - ジョイス・コンプトン（英語版）、女優（* 1907年）
- 1997年 - 三浦淳史、音楽評論家（* 1913年）
- 1998年 - トーマス・バイベリ（英語版）、スピードスケート選手（* 1916年）
- 2000年 - ジーン・ピーターズ、女優（* 1926年）
- 2000年 - 藤井将雄、プロ野球選手（* 1968年）
- 2001年 - 俊藤浩滋、映画プロデューサー（* 1916年）
- 2002年 - スティーヴン・アンブローズ、歴史学者（* 1936年）
- 2003年 - 水芦光子、詩人、小説家（* 1914年）
- 2003年 - バートラム・ブロックハウス、物理学者（* 1918年）
- 2004年 - 矢野徹、SF作家、翻訳家（* 1923年）
- 2004年 - バーニス・ルーベンス、小説家（* 1928年）
- 2004年 - 山平和彦、シンガーソングライター（* 1952年）
- 2006年 - 王光美、政治家（* 1921年）
- 2006年 - 伊藤泰世、ホルン奏者（* 1943年）
- 2006年 - 橋本和美、オートレース選手（* 1978年）
- 2007年 - 前田常作、画家（* 1926年）
- 2007年 - ボブ・ディナール、元フランス海軍軍人、傭兵（* 1929年）
- 2008年 - 宮川幸久[12]、英語学者、お茶の水女子大学名誉教授（* 1936年）
- 2008年 - ギョーム・ドパルデュー、俳優（* 1971年）
- 2009年 - 呂正操、軍人、政治家（* 1904年）
- 2009年 - 高田榮一、歌人、爬虫類研究家（* 1925年）
- 2009年 - アル・マルティーノ、歌手（* 1927年）
- 2009年 - 横澤英雄、演出家、元宝塚歌劇団理事（* 1930年）
- 2009年 - 木暮茂夫、重量挙げ選手（* 1935年)
- 2009年 - オレイン・シンプソン、サッカー選手（* 1983年）
- 2010年 - 出田憲二、作曲家、平成音楽大学創立者（* 1923年）
- 2011年 - 中川正文、児童文学作家（* 1921年）
- 2011年 - 能勢之彦、医師、医学者、ベイラー医科大学教授、グレーター・ヒューストン日本人会元会長（* 1932年）
- 2012年 - 今道友信、美学者、中世哲学研究者、東京大学名誉教授（* 1922年）
- 2012年 - 丸谷才一、小説家、英文学者（* 1925年）
- 2012年 - 二代目古今亭圓菊、落語家（* 1928年）
- 2012年 - 山田吾一、俳優（* 1933年）
- 2012年 - チョ・ギョンファン、俳優（* 1945年）
- 2013年 - 小沢辰男、政治家、第56代厚生大臣（* 1916年）
- 2013年 - マルティン・ドレーヴェス、ドイツ空軍パイロット（* 1918年）
- 2013年 - やなせたかし、漫画家（* 1919年）
- 2014年 - 村越望、南極地域観測隊隊員（* 1926年）
- 2014年 - 奈河彰輔、歌舞伎の演出家、脚本家（* 1931年）
- 2015年 - 池田重子、実業家、着物デザイナー（* 1925年）
- 2015年 - 萩山教嚴、政治家（* 1932年）
- 2016年 - ダリオ・フォ、劇作家（* 1926年）
- 2016年 - ラーマ9世[13]、タイ国王（* 1927年）
- 2016年 - 小嶋一浩、建築家、元横浜国立大学教授、元東京理科大学大学院教授（* 1958年）
- 2017年 - 野澤富美子、作家（* 1921年）
- 2017年 - アルベール・ザフィ、政治家、元マダガスカル大統領（* 1927年）
- 2017年 - 石川重明、弁護士、警察官僚、第83代警視総監（* 1944年）
- 2018年 - ドン・レオ・ジョナサン、プロレスラー（* 1931年）
- 2018年 - 栗山欣彌、神経薬理学者、元京都府立医科大学学長（* 1932年）
- 2018年 - 菅野沖彦、オーディオ評論家（* 1932年）
- 2018年 - 嶺貞子、声楽家、東京藝術大学名誉教授（* 1936年）
- 2019年 - 山本哲也[14]、元プロ野球選手（* 1934年）
- 2019年 - チャールズ・ジェンクス、建築家、建築評論家、造園家、ランドスケープデザイナー（* 1939年）
- 2019年 - 長谷百合子、政治家（* 1947年）
- 2019年 - 吾妻ひでお、漫画家（* 1950年）
- 2019年 - ソフィア・ココサラキ、ファッションデザイナー（* 1972年）
- 2019年 - 内藤香菜子、元バレーボール選手（* 1980年）
- 2020年 - 小野かおる、絵本作家、東京造形大学名誉教授（* 1930年）
- 2021年 - 山本文緒、小説家（* 1962年）
- 2021年 - アグネス・ジェベット・ティロップ、陸上競技選手（* 1995年）
- 2022年 - ハルボル・ナース、元スキージャンプ選手（* 1927年）
- 2022年 - ジェームズ・マクディビット、宇宙飛行士（* 1929年）
- 2022年 - 酒井清人、実業家、球団経営者、元ヤクルトスワローズ球団社長（* 1936年）
- 2022年 - 島田俊平、実業家、石屋製菓元社長（* 1948年）
- 2022年 - ブルース・スーター、元プロ野球選手（* 1953年）
- 2022年 - ベン・スティーヴンス、政治家、元アラスカ州議会議長（* 1959年）
- 2023年 - ユベール・リーヴス（英語版）、天体物理学者、化学者（* 1932年）

## 記念日・年中行事
- 体育の日（ 日本、2003年・2008年・2014年）※10月の第2月曜日、2020年以降はスポーツの日。
- スポーツの日（ 日本、2025年）※10月の第2月曜日、2019年以前は体育の日。
- 国際防災デー  国際連合
- サツマイモの日（ 日本）
埼玉県川越市のサツマイモ愛好家のグループ「川越いも友の会」が制定。10月はサツマイモの旬の季節で、また、江戸から川越までの距離が約13里なので、サツマイモに「栗（九里）より（四里）うまい十三里」という異名があったことから、10月13日をサツマイモの日とした。
- 引越しの日（ 日本）
明治元年旧暦10月13日（グレゴリオ暦1868年11月26日）に明治天皇が京都の御所から江戸城（現在の皇居）に引越ししたことにちなんで、全国引越専門協同組合連合会関東ブロック会が1989年に制定。
- 麻酔の日（ 日本）
日本麻酔科学会が制定。文化元年旧暦10月13日（グレゴリオ暦1804年11月14日）、華岡青洲が世界で初めて全身麻酔による手術を成功させたことによる。
- 日蓮聖人御大会（日蓮宗）
日蓮の祥月命日は旧暦の10月13日であるが、現在は新暦10月13日に法要が行われる。日蓮正宗の大石寺では、忌日をグレゴリオ暦に換算した11月21日に営まれる。